# Natália Prekopová
Natália Prekopová (* 31. Mai 1989 in Ilava) ist eine slowakische Biathletin.
Natália Prekopová ist Studentin und lebt in Krivoklát. Seit 2004 betreibt sie Biathlon und wird von Milan Gašperčík trainiert. Zuvor war sie fünf Jahre lang Skilangläuferin. Die Athletin vom VŠC Dukla Banska Bystrica gehört seit 2008 zum slowakischen Nationalkader. Sie nahm seit 2005 an internationalen Juniorenrennen im Rahmen des Biathlon-Europacups teil. Die erste Junioren-Weltmeisterschaft lief sie 2007 in Martell und wurde dort 34. im Einzel, 33. im Sprint, 22. der Verfolgung und Staffel-Elfte. Ein Jahr später konnte sie Slowakin in Ruhpolding mit dem Gewinn der Bronzemedaille im Einzel ihren bislang größten internationalen Erfolg feiern. Zudem wurde sie Neunte im Sprint und 13. der Verfolgung sowie Zwölfte mit der Staffel. Auch 2009 lief Prekopová in Canmore bei der Junioren-WM. Auch dort erzielte sie im Einzel mit Rang 15 ihr bestes Resultat. Hinzu kommen Platz 35 im Sprint, 41 in der Verfolgung und Elf im Staffelwettbewerb. 2008 trat sie auch bei der Junioren-Europameisterschaft in Nové Město na Moravě an und erreichte als beste Ergebnisse einen 19. Platz im Einzel und einen sechsten Platz mit der Staffel.
Im Damenbereich läuft Prekopová seit 2007. Ihr erstes Rennen in der Erwachsenenklasse lief sie 2007 im Rahmen des Europacups in Obertilliach, wo sie 32. im Sprint wurde. Ihr Weltcup-Debüt feierte die Slowakin 2008 in Hochfilzen, wo sie 104. im Sprint und an der Seite von Martina Halinárová, Ľubomíra Kalinová und Martina Chrapanova 16. im Staffelwettbewerb wurde. Nur kurz darauf wurde sie an selber Stelle schon 84. im Sprint. Höhepunkt der Saison wurde die Teilnahme an den Biathlon-Weltmeisterschaften 2009 in Pyeongchang. Dort lief Prekopová das Sprintrennen und wurde dort 68. Damit verpasste sie zwar das Verfolgungsrennen um acht Ränge, erreichte aber ihr bislang bestes Resultat in einem Weltcup-Rennen. Bei den Olympischen Winterspielen 2010 in Vancouver war sie Mitglied der slowakischen Staffel, die den 13. Platz belegte. Bei den Sommerbiathlon-Europameisterschaften 2010 in Osrblie gewann sie an der Seite von Jana Gereková, Miroslav Matiaško und Matej Kazár Bronze in der Mixed-Staffel.

## Biathlon-Weltcup-Platzierungen
Die Tabelle zeigt alle Platzierungen (je nach Austragungsjahr einschließlich Olympische Spiele und Weltmeisterschaften).
- 1.–3. Platz: Anzahl der Podiumsplatzierungen
- Top 10: Anzahl der Platzierungen unter den ersten zehn (einschließlich Podium)
- Punkteränge: Anzahl der Platzierungen innerhalb der Punkteränge (einschließlich Podium und Top 10)
- Starts: Anzahl gelaufener Rennen in der jeweiligen Disziplin
- Staffel: inklusive Mixed- und Single-Mixed-Staffeln

| Platzierung         | Einzel | Sprint | Verfolgung | Massenstart | Staffel | Gesamt |
| ------------------- | ------ | ------ | ---------- | ----------- | ------- | ------ |
| 1. Platz            |        |        |            |             |         |        |
| 2. Platz            |        |        |            |             |         |        |
| 3. Platz            |        |        |            |             |         |        |
| Top 10              |        |        |            |             | 3       | 3      |
| Punkteränge         |        |        |            |             | 15      | 15     |
| Starts              | 3      | 21     | 2          |             | 15      | 41     |
| Stand: Karriereende |        |        |            |             |         |        |